# Международный конкурс летающих роботов
Международный конкурс летающих роботов (англ. International Aerial Robotics Competition, англ. IARC) — ежегодное открытое соревнование беспилотных автономных летающих роботов созданное Робертом Михельсоном (англ. Robert C. Michelson) в Технологическом институте Джорджии в 1991 году. Конкурс призван стимулировать создание небольших, но очень умных летающих роботов, способных автономно, без постороннего вмешательства, выполнять сложные задачи.

## История
Конкурс был создан бывшим президентом Международной ассоциации беспилотных транспортных средств (англ. Association for Unmanned Vehicle Systems International (AUVSI)) Робертом Михельсоном в 1991 году.
IARC выступила организатором и спонсором призового фонда.

## Миссии
На каждом этапе организаторы конкурса придумывают миссию в виде сценария, которую на момент постановки задачи не может выполнить ни один из существующих гражданских или военных беспилотных летающих роботов.
За выполнение миссии устанавливается денежный приз.
Ежегодно команды предоставляют на конкурс созданных ими роботов, способных решить поставленную задачу.
Если ни одна из команд не смогла выполнить миссию, она остаётся прежней, а призовое вознаграждение увеличивается.

### Первая миссия
ЗадачаБеспилотный автономный летательный аппарат должен самостоятельно перенести небольшой груз (металлический диск) из одного конца площадки в другой.
ПобедительКоманда Стэнфордского университета.

### Вторая миссия
ЗадачаРозыск токсичных отходов.
СценарийНеобходимо попасть на свалку токсичных отходов, на которой в беспорядочном порядке захоронено пять бочек. Определить содержимое каждой бочки по находящимся возле них этикеткам и вернуться с образцом содержимого одной из них.
ПобедительВ 1996 году команде Массачусетского технологического института и Бостонского университета, при поддержке Draper Labs удалось создать робота, который правильно определил расположение всех пяти бочек с отходами и содержимое двух из них, то есть решил около 75 % задачи. Однако только в следующем году команда из Университета Карнеги — Меллон смогла выполнить миссию полностью.

### Третья миссия
ЗадачаПоисково-спасательные работы.
СценарийНеобходимо пролететь в зону бедствия среди огня, облаков ядовитого газа и разрушений. Найти мёртвых и живых, неспособных самостоятельно выбраться. Живые определялись по движению и имитировались с помощью специальных роботов.
ПобедителиРобот из Берлинского технического университета смог избежать всех опасностей и успешно обнаружить всех живых в 2000 году.

### Четвёртая миссия
ЗадачаБеспилотный автономный летательный аппарат за 15 минут должен пролететь по открытой местности 3 мили (около 5 км), найти определённое здание, залететь в его окно, сфотографировать обстановку и вернуться.
СценарийДля четвёртого этапа было придумано несколько сценариев с аналогичным способом решения. Первый из них предполагал, что недружественным государством были захвачены заложники. Автономный летательный аппарат выпущенный с подводной лодки в трёх милях от берега должен добраться до здания, где удерживают заложников, проникнуть в него и отправить информацию обратно на подводную лодку. Второй сценарий повествовал об археологах, открывших древний мавзолей. Неизвестный вирус убил археологов, но перед смертью они сообщили, что на стене мавзолея висит неизвестный гобелен с очень важной информацией. Правительство собирается взорвать территорию, чтобы уничтожить вирус, но робот за 15 минут должен найти мавзолей, влететь в него, сфотографировать гобелен и передать информацию учёным. Третий сценарий: взрыв реактора на АЭС, что привело к резкому повышению радиации, гибели и эвакуации людей. В результате срабатывания аварийной автоматики удалось заглушить два реактора, но третий остаётся включённым. Нужно влететь в здание управления и послать на базу обстановку внутри.
ПобедительПопытка пройти миссию длилась девять лет, в результате было решено, что все участвующее команды в значительной степени могут продемонстрировать возможность её осуществления по трём предложенным сценариям. Поэтому в 2008 году миссия была признана пройденной, а призовой фонд в 80000 долларов США был поделен между всеми участниками. Третий сценарий лёг в основу пятой миссии.

### Пятая миссия
ЗадачаОриентация в закрытом помещении без каких-либо внешних сигналов. Никаких дополнительных сведений об этом помещении роботу не предоставляется.
СценарийВсё та же авария на АЭС в мифическом «Украинистане», однако задача сложнее. Роботу необходимо попасть внутрь станции через разбитое окно, пролететь через все помещения, найти «главный пульт управления» по горящим светодиодам. Изображение индикаторов и положение тумблеров робот должен передать по радио, для оценки специалистами и поиска выхода из положения.
ПобедительВ 2009 году миссия с четвёртой попытки была выполнена роботом MAV (англ. micro air vehicles), созданным в Robust Robotics Group Массачусетского технологического института под руководством профессора Николаса Роя (англ. Nicholas Roy).

### Шестая миссия
СценарийНезаметно проникнуть в здание разведки «республики Нари», которое окружено забором под напряжением, воспользовавшись полученной от разведки информацией о слепых зонах камер безопасности. Избегая регулярных обходов охраны, найти определённое помещение и лежащую в нём флешку с секретной информацией. Флешку необходимо заменить на пустую таким образом, чтобы противник не заметил пропажи. Оригинал же незаметно вынести из здания и передать разведке.

### Седьмая миссия
СценарийНа поле 20×20 метров ходят четырнадцать роботов на основе iRobot Create: 10 плоских «шайб» и 4 двухметровых «столба». Одна сторона поля зелёная, противоположная красная. Как только робот приблизится сверху к шайбе, она меняет направление движения на 45°; если сесть перед ней, она повернётся на 180°. Заставить «шайбы» выйти с поля через зелёную границу. «Столбы» просто мешают, их надо облетать сверху или сбоку.
Соревнование «один на один»То же самое; на поле выпускаются одновременно два робота. Один должен выгнать шайбы через зелёную границу, второй через красную.

## Время и место проведения конкурсов
| №  | Время проведения | Место проведения | Миссия    |
| -- | ---------------- | --- | --------- |
| 1  | 1991 год         | | Первая    |
| 2  | 1992 год         | | Первая    |
| 3  | 1993 год         | | Первая    |
| 4  | 1994 год         | | Первая    |
| 5  | 1995 год         | | Первая    |
| 6  | 1996 год         | | Вторая    |
| 7  | 1997 год         | | Вторая    |
| 8  | 1998 год         | Центр управления опасными материалами и реагирования на чрезвычайные ситуации (Hazardous Material Management and Emergency Response (HAMMER)) Министерства энергетики США | Третья    |
| 9  | 1999 год         | Центр управления опасными материалами и реагирования на чрезвычайные ситуации (Hazardous Material Management and Emergency Response (HAMMER)) Министерства энергетики США | Третья    |
| 10 | 2000 год         | Центр управления опасными материалами и реагирования на чрезвычайные ситуации (Hazardous Material Management and Emergency Response (HAMMER)) Министерства энергетики США | Третья    |
| 11 | 2001 год         | Военный полигон в Форте Беннинга (Fort Benning's McKenna Urban Operations Site)                                                                                           | Четвёртая |
| 12 | 2002 год         | Военный полигон в Форте Беннинга (Fort Benning's McKenna Urban Operations Site)                                                                                           | Четвёртая |
| 13 | 2003 год         | Военный полигон в Форте Беннинга (Fort Benning's McKenna Urban Operations Site)                                                                                           | Четвёртая |
| 14 | 2004 год         | Военный полигон в Форте Беннинга (Fort Benning's McKenna Urban Operations Site)                                                                                           | Четвёртая |
| 15 | 2005 год         | Военный полигон в Форте Беннинга (Fort Benning's McKenna Urban Operations Site)                                                                                           | Четвёртая |
| 16 | 2006 год         | Военный полигон в Форте Беннинга (Fort Benning's McKenna Urban Operations Site)                                                                                           | Четвёртая |
| 17 | 2007 год         | Военный полигон в Форте Беннинга (Fort Benning's McKenna Urban Operations Site)                                                                                           | Четвёртая |
| 18 | 2008 год         | Военный полигон в Форте Беннинга (Fort Benning's McKenna Urban Operations Site)                                                                                           | Четвёртая |
| 19 | 2009 год         | Университет Пуэрто-Рико в Маягуэсе (University of Puerto Rico at Mayagüez)                                                                                                | Пятая     |
| 20 | 2010 год         | Университет Пуэрто-Рико в Маягуэсе (University of Puerto Rico at Mayagüez)                                                                                                | Шестая    |

### Участники
- MIT Robust Robotics Group

### Новостные обзоры
- Flying MAV Navigates Without GPS